# Chapa
Chapa fou un estat tributari protegit del districte de Bilaspur, a les Províncies Centrals, Índia Britànica. La superfície era de 311 km² i el formaven 65 pobles, amb una població (1881) de 23.819 habitants.
La capital era Chapa amb 3.306 habitants.